# Ibiquera
Ibiquera är en kommun i Brasilien.   Den ligger i delstaten Bahia, i den östra delen av landet, 800 km öster om huvudstaden Brasília. Antalet invånare är 4 865.
Omgivningarna runt Ibiquera är huvudsakligen savann. Runt Ibiquera är det mycket glesbefolkat, med 3 invånare per kvadratkilometer.